# Zentralausschuss Hamburgischer Bürgervereine von 1886
Der Zentralausschuß Hamburgischer Bürgervereine von 1886 r. V. (ZA Hamburg) ist der Verbund hamburgischer Bürger-, Heimat- und Kommunalvereine und koordiniert deren ehrenamtliches Engagement.
Der ZA repräsentiert das hamburgische Bürgertum, soweit es in einem Mitgliedsverein organisiert ist, auf der außerparlamentarischen Ebene.

## Geschichte
Um 1840 wurden in Hamburg Vereine gegründet, deren Mitglieder nicht mit der Politik der Bürgerschaft, die hauptsächlich aus Großkaufleuten bestand, einverstanden waren. „Die bedeutendsten dieser Zusammenschlüsse waren die Bürgervereine, von denen drei in den vierziger Jahren gegründet wurden“.  Diese Vereine vertraten die Interessen der Nicht-Grundeigentümer und die der Stadtteile.
Der erste Bürgerverein in Hamburg wurde 1843 auf St. Pauli als St. Pauli Bürgerverein von 1843 e. V. gegründet und wurde bald politisch bedeutend. Später gründeten sich weitere Bürgervereine in den Hamburger Vororten.
1892 brach in Hamburg eine Choleraepidemie aus. Zu dieser Zeit gab bereits 32 Bürgervereine, die mehrheitlich im ZA-Hamburg zusammengeschlossen waren. Diese gründeten Notstands-Stadtteilkomitees und organisierten die wohltätige Hilfe für die betroffene Bevölkerung.

### Drittes Reich
Während des Dritten Reiches war die Arbeit des Vereines stark eingeschränkt. Der Präses Carl Albrecht legte am 30. März 1933 sein Amt nieder. Sein per Akklamation gewählter Nachfolger wurde Ende April 1933 Pastor Robert Stuewer.
Während des Dritten Reiches wurde aus dem Präses ein Verbandsführer, was auf der politisch-ideologischen Linie des Dritten Reiches lag.

### Wiederbelebung
Die Wiederbelebung des ZA erfolgte nach Genehmigung der Militärregierung am 18. März 1946. Der erste Präses nach dem Dritten Reich
war Gustav C. J. Sußmilch.
Anfang 1947 hatte der ZA 19 Mitgliedsvereine, 1948 bereits 31.
Heute sind rund 5.000 Hamburger Bürger und Bürgerinnen in 30 Bürger-, Heimat- und Kommunalvereinen durch den ZA-Hamburg vertreten.

## Vereinsgremien

### Abgeordnetenversammlung
Der ZA vertritt seine Mitgliedsvereine. Diese entsenden nach einem festgelegten Schlüssel Abgeordnete in die Abgeordnetenversammlung, die das höchste Beschlussorgan des ZA darstellt. Ihr gehören etwa 220 Abgeordnete an. Die Abgeordnetenversammlung tritt monatlich zusammen.
Sie wählt das Präsidium und beschließt die Schwerpunkte der gemeinsamen Arbeit.

### Präsidium
Das siebenköpfige von der Abgeordnetenversammlung gewählte Präsidium setzt die Beschlüsse der Abgeordnetenversammlung um.

## Liste der Präsides
- 1886 – 1890 Otto Schoost
- 1890 – 1895 Gustav Reinhold Richter
- ? – 1933 Carl Albrecht
- 1933 – 1936 Robert Stuewer
- 1947 – 1949 Gustav C. J. Süßmilch
- 1949 – 1953 Emil Falkenneyer
- 1953 – 1965 Rolf Weise
- 1956 – 1971 Jürgen W. Scheutzow
- 1971 – 1982 Hans Iska-Holtz
- 1982 – 1990 Günther Glatz
- 1992 – 2012 Michael Weidmann
- seit 2012 Herlind Gundelach